# Родзянко, Николай Владимирович
Николай Владимирович Родзянко (1852—1918) — генерал от кавалерии, военный губернатор Уральской области и наказной атаман Уральского казачьего войска.
Брат председателя Государственной думы третьего и четвёртого созывов Михаила Владимировича Родзянко и шталмейстера Императорского двора Павла Владимировича Родзянко.

## Биография
Родился 21 октября (2 ноября) 1852 года в семье генерал-лейтенанта в отставке Владимира Михайловича Родзянко. Был крещён 30 ноября в церкви Новомихайловского дворца, крестник императора Николая I и великой княгини Елены Павловны.
Воспитывался в Пажеском корпусе; камер-паж с 12 июля 1869 года. Его имя было занесено на мраморную доску и 21 июля 1870 года он был произведён в корнеты Кавалергардского полка. Поручик — с 30.04.1874, штабс-ротмистр — с 30.08.1876 г.
Окончил Николаевскую академию Генерального штаба и с 8 декабря 1877 года служил в чине капитана генерального штаба. Был старшим адъютантом штаба 37-й пехотной дивизии — помощником старшего адъютанта штаба войск гвардии и Петербургского военного округа; обер-офицером и, с производством 20 апреля 1880 года в подполковники — штаб-офицером для поручений. В 1883 году был произведён в полковники (старшинство с 01.07.1884). Некоторое время состоял при миссии в Штутгардте; с 10.02.1884 состоял в запасе Генерального штаба.
Получил назначение начальником штаба войск Уральской области 24 апреля 1885 года. Принимал активное участие в подготовке празднования 300-летнего юбилея Уральского войска в 1891 году. В 1893 году, 12 сентября, был назначен заведующим мобилизационной частью Главного управления казачьих войск; с 16 декабря 1895 года — генерал-майор; с 1 февраля 1898 года — начальник отделения, а с 15 февраля того же года — помощник начальника Главного управления казачьих войск.
С 18 июля 1901 года Н. В. Родзянко был начальником штаба Финляндского военного округа. Через год, 11 июля 1902 года поступил в распоряжение Военного министра; с 28 марта 1904 года — генерал-лейтенант.
С 16 мая 1905 года состоял в должности военного губернатора Уральской области; был наказным атаманом Уральского казачьего войска. Казаки не любили Н. В. Родзянко за его барские замашки и неоправданные растраты войсковых денег. В 1908 году он покинул войско и вскоре вышел в отставку в чине генерала от кавалерии.
В 1877 году женился на княжне Зое Алексеевне Оболенской (11.04.1858—23.11.1897), дочери князя А. В. Оболенского и внучке С. П. Сумарокова. У них родились сыновья Сергей (1878—1949) и Николай (22.06.1883—24.06.1883; Штутгарт), и дочь Зоя (1881—?).